# روجر مايورغا
روجر مايورغا (بالإسبانية: Roger Mayorga)‏ هو لاعب كرة قدم نيكاراغوي في مركز حراسة المرمى، ولد في 10 يوليو 1946 في ماناغوا في نيكاراغوا، وتوفي بنفس المكان في 5 أكتوبر 2019. شارك مع منتخب نيكاراغوا لكرة القدم. أما مع النوادي، فقد لعب مع أمريكا دي كالي ونادي أكويلا ونادي أورورا ونادي ماراثون.